# Sun Hei Sports Club
Il Sun Hei Sports Club (晨曦體育會S, Chénxī Tǐyù HuìP) è una società calcistica di Hong Kong, che milita nella Hong Kong First Division League.

## Denominazione
- Dal 1999 al 2005: Chenxi Tiyu Hui (晨曦體育會S; Sun Hei Sports Club)
- Dal 2005 al 2007: Xiangxue Chenxi Tiyu Hui (香雪晨曦體育會S; Xiangxue Sun Hei Sports Club)
- Dal 2007 al 2009: Kanghong Chenxi Tiyu Hui (康宏晨曦體育會S; Convoy Sun Hei Sports Club)
- Dal 2009 al 2011: Chenxi Tiyu Hui (晨曦體育會S; Sun Hei Sports Club)
- Dal 2011 al 2014: Rizhiquan JC Chenxi Tiyu Hui (日之泉JC晨曦體育會S; Sunray Cave JC Sun Hei Sports Club)
- Dal 2014: Chenxi Tiyu Hui (晨曦體育會S; Sun Hei Sports Club)

## Palmarès

### Competizioni nazionali
- First Division: 3

2001-2002, 2003-2004, 2004-2005
- Senior Challenge Shield: 2

2004-2005, 2011-2012
- FA Cup: 3

2002-2003, 2004-2005, 2005-2006
- Coppa di Lega di Hong Kong: 4

2002-2003, 2003-2004, 2004-2005, 2008-2009

### Altri piazzamenti
- Hong Kong Football Association Cup:

Finalista: 2001-2002
- Coppa di Lega di Hong Kong:

Finalista: 2000-2001
- Coppa dell'AFC:

Semifinalista: 2005

## Rosa 2012-2013
| N. |                      | Ruolo | Calciatore          |
| -- | -------------------- | ----- | ------------------- |
| 4  | Hong Kong (bandiera) | D     | Pak Wing Chak       |
| 5  | Hong Kong (bandiera) | D     | Li Hang Wui         |
| 6  | Camerun (bandiera)   | D     | Jean-Jacques Kilama |
| 7  | Hong Kong (bandiera) | A     | Tsang Kin Fong      |
| 8  | Hong Kong (bandiera) | C     | James Ha            |
| 9  | Guinea (bandiera)    | A     | Hady Barry          |
| 10 | Camerun (bandiera)   | A     | Cedrique Bouet      |
| 11 | Hong Kong (bandiera) | C     | Cheung Kwok Ming    |
| 12 | Hong Kong (bandiera) | P     | Zhang Chunhui       |
| 13 | Cina (bandiera)      | A     | Liang Zicheng       |
| 14 | Hong Kong (bandiera) | C     | Choi Kwok Wai       |

| N. |                      | Ruolo | Calciatore      |
| -- | -------------------- | ----- | --------------- |
| 15 | Hong Kong (bandiera) | D     | Wong Chun Ho    |
| 16 | Hong Kong (bandiera) | D     | Leung Ka Hai    |
| 18 | Hong Kong (bandiera) | P     | Cheung King Wah |
| 19 | Cina (bandiera)      | C     | Su Yang         |
| 21 | Hong Kong (bandiera) | D     | Yuen Tsun Nam   |
| 23 | Hong Kong (bandiera) | D     | Cheung Chi Yung |
| 25 | Spagna (bandiera)    | C     | José María Díaz |
| 26 | Hong Kong (bandiera) | A     | Leung Tsz Chun  |
| 27 | Hong Kong (bandiera) | C     | Yeung Chi Lun   |
| 28 | Brasile (bandiera)   | C     | Roberto         |
| 38 | Hong Kong (bandiera) | C     | Kot Cho Wai     |

## Rosa 2011-2012
| N. |                      | Ruolo | Calciatore          |
| -- | -------------------- | ----- | ------------------- |
| 1  | Cina (bandiera)      | P     | Hou Yu              |
| 3  | Hong Kong (bandiera) | D     | Cristiano Cordeiro  |
| 4  | Hong Kong (bandiera) | D     | Pak Wing Chak       |
| 5  | Hong Kong (bandiera) | D     | Li Hang Wui         |
| 6  | Camerun (bandiera)   | D     | Jean-Jacques Kilama |
| 7  | Australia (bandiera) | C     | Dane Milovanovic    |
| 9  | Guinea (bandiera)    | A     | Mamadou Barry       |
| 10 | Canada (bandiera)    | C     | Michael Luk         |
| 12 | Hong Kong (bandiera) | D     | Jack Sealy          |
| 15 | Hong Kong (bandiera) | D     | Wong Chun Ho        |

| N. |                      | Ruolo | Calciatore         |
| -- | -------------------- | ----- | ------------------ |
| 16 | Hong Kong (bandiera) | D     | Gerard Ambassa Guy |
| 19 | Hong Kong (bandiera) | A     | Cheng Siu Wai      |
| 20 | Hong Kong (bandiera) | P     | Ho Kwok Chuen      |
| 22 | Hong Kong (bandiera) | P     | Cheung King Wah    |
| 23 | Cina (bandiera)      | C     | Pan Jia            |
| 24 | Hong Kong (bandiera) | D     | Chan Sing Yeung    |
| 25 | Hong Kong (bandiera) | C     | Wong Chun Yue      |
| 26 | Hong Kong (bandiera) | A     | Leung Tsz Chun     |
| 28 | Brasile (bandiera)   | D     | Roberto            |
|    | Hong Kong (bandiera) | C     | Chan Yiu Lun       |